# ティアゴ・マシャド
ティアゴ・マシャド（Tiago Machado、1985年10月18日 - ）は、ポルトガル、ヴィラ・ノヴァ・デ・ファマリカン（Vila Nova de Famalicão）出身の自転車競技（ロードレース）選手。

## 経歴
2010年、チーム・レディオシャックに移籍。
2012年、レディオシャック・ニッサン・トレックに移籍。
2015年、カチューシャに移籍。
2019年、Sporting Clube de Portugal/Taviraに移籍。

## 主な戦績

### 2006年
- ポルトガル選手権U23　優勝（個人タイムトライアル）

### 2007年
- ポルトガル選手権U23　優勝（個人タイムトライアル）
- ポルトガル一周　ヤングライダー賞

### 2008年
- トロフェウ・ジョアキン・アゴスティーニョ　総合優勝

### 2009年
- ブエルタ・シクリスタ・アストゥリアス　総合2位
- トロフェウ・ジョアキン・アゴスティーニョ　総合2位

- ポルトガル選手権　優勝（個人タイムトライアル）

### 2010年
- ボルタ・アン・アルガルベ　総合3位
- クリテリウム・アンテルナシオナル　総合3位
- シルキュイ・シクリスト・サルト　総合2位、区間優勝（第3ステージ）

- ツール・ド・ロマンディ　総合6位

### 2011年
- ティレーノ〜アドリアティコ　総合7位
- ジロ・デル・トレンティーノ　総合2位
- ジロ・デ・イタリア　総合20位

### 2012年
- ツアー・ダウンアンダー　総合3位
- ツール・ド・ポローニュ　総合8位

### 2013年
- ツアー・ダウンアンダー　総合9位
- ポルトガル選手権　2位（ロードレース）
- ツール・ド・ワロニー　山岳賞

### 2014年
- スロベニア一周　総合優勝
- ポルトガル選手権　3位（ロードレース）

### 2015年
- ボルタ・アン・アルガルベ　総合3位
- バイエルン一周　総合2位
- ポルトガル選手権　2位（個人タイムトライアル）、3位（ロードレース）

### 2016年
- ブエルタ・ア・エスパーニャ　 敢闘賞　（第5、11ステージ）